# I Am Omega
I Am Omega, estilizada como I Am Ωmega, es una película de suspenso y ciencia ficción posapocalíptica estadounidense de 2007 producida por The Asylum y protagonizada por Mark Dacascos. La película es una adaptación no oficial y no acreditada de la novela Soy leyenda de Richard Matheson de 1954, siendo el título una referencia a la adaptación cinematográfica de 1971 The Omega Man. La película fue lanzada intencionalmente como un "mockbuster" para aprovechar el estreno de la película teatral Soy leyenda del mismo año.

## Reparto
- Mark Dacascos como Renchard
- Geoff Meed como Vincent
- Jennifer Lee Wiggins como Brianna
- Ryan Lloyd como Mike
- Gregory Paul Smith como varios zombis

## Estreno
La película fue estrenada en Estados Unidos, de forma directo a video, el 18 de noviembre de 2007.

## Recepción crítica
Esta película de bajo presupuesto, directa a video, se apresuró a entrar en producción y se estrenó un mes antes de la película de gran presupuesto de Will Smith, Soy leyenda, en un intento de sacar provecho de títulos y tramas que suenan similares.
Esto ha provocado cierta confusión entre los aficionados al cine, que es sin duda la intención del distribuidor de películas The Asylum, que ha utilizado esta estrategia de marketing en el pasado con otras películas con títulos confusos como 30,000 Leagues Under the Sea, Transmorphers, The Da Vinci Treasure y Snakes on a Train.
Los críticos tuvieron pocas cosas buenas que decir sobre la película. Matt Bradshaw dijo: "La película comienza con una modesta cantidad de promesas, pero cuando la historia se desvía de la película, las cosas rápidamente van cuesta abajo". The San Diego Union-Tribune dijo satíricamente que la película es "¿La tan esperada precuela de National Lampoon's Animal House, en la que finalmente se revela el pacto secreto de Bluto con esa fraternidad rival vilipendiada?"
Film Critics United dijo que "En lo que respecta a las películas de The Asylum, I Am Omega es la mejor hasta ahora, al menos de las que he visto. Es cierto que esto incluye películas como Snakes on a Train, Transmorphers y Super Croc. Seguramente todas están entre las peores películas jamás realizadas, pero al menos por un tiempo I Am Omega fue más que simplemente una 'buena película para los estándares de Asylum', sino simplemente una película vieja y decente. Al menos por un tiempo".